# Реквієм (Форе)

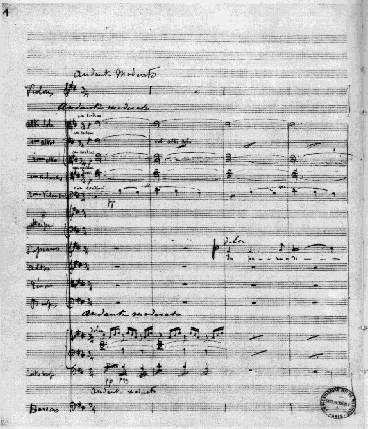
Фрагмент рукопису: In paradisum

Реквієм, ре мінор, Op. 48 Ґабріеля Форе написаний між 1887 і 1900 роками і вважається одним із найвідоміших творів композитора. Найвідоміша частина - арія сопрано Pie Jesu. Каміль Сен-Санс сказав про це "так само, як Моцарту належить єдине Ave Verum Verum, так само це - єдиний Pie Jesu".

## Історія
Достеменно невідомо, що стало поштовхом для створення Реквієму. Можливо, таким поштовхом стала смерть його батьків - 1885 року батька, а 1887 - матері. Проте сам композитор писав, що  "створив реквієм просто так - заради забави, якщо можна так сказати!" До реквієму увійшла також частина "Libera Me", яку Форе створив 1877 року, як самостійний твір.
В 1887–88, Форе створив першу версію Реквієму, названу ним "un petit Requiem" в п'яти частинах (Introit і Kyrie, Sanctus, Pie Jesu, Agnus Dei та In Paradisum), без "Libera Me". В цій редакції Реквієм був виконаний 16 січня 1888 під орудою композитора в Парижі з нагоди смерті архітектора Жозефа ла Суфаше (Joseph La Soufaché).
Композитор залишився незадоволеним першою версією і 1889 року додав до Оферторія "Hostias", а наступного року - написану раніше "Libera Me". Ця друга версія, відома як камерна оркестрова, була виконана 21 січня 1893, так само в Парижі під орудою автора.
В 1899–1900 Форе переробив партитуру для великого симфонічного оркестру. Існує питання про те, чи робив цю переробку композитор сам, чи доручив своїм студентам. Ця версія вперше була представлена 6 квітня 1900 під орудою Ежена Ізаї. Камерна версія не була відомою до 1980-х років, допоки Джон Руттер не знайшов в бібліотеці автографи камерної версії. В 1924 році Реквієм прозвучав на похоронах його автора.

## Особливості будови
На відміну від багатьох інших творів цього жанру, Реквієм Форе не включив до секвенцію Dies irae («День гніву»), в якій описуються картини Страшного суда. За висловом Б. Тараканова, Форе намагався створити Реквієм, «основною ідеєю була б не смерть, а Віра, Спокій, мир і любов, а образ смерті сприймався б, як довгоочікуване спасіння, перехід до тих самих вищих сфер» Єдиний епізод із секвенції, який використав композитор — Pie Jesu («Милостивий Ісусе»), молитовне соло сопрано, поміщене в середину твору. Натомість, Форе ввів у свій Реквієм антифон In Paradisum, який зазвичай композитори не використовують.
Форе також зробив деякі зміни до канонічного тексту, найзначніші - в Оферторії. Зокрема він змінив "libera animas omnium fidelium defunctorum" ("звільни душі від всіх вірних померлих") на "libera animas defunctorum" ("звільни душі померлих"), що виглядає суттєвою теологічною зміною. Він замістив "Libera eas" ("звільни їх") на початку наступного рядку повторенням "O Domine Jesu Christe, Rex gloriae, libera animas defunctorum", відсік третій рядок ("Sed signifer sanctus..."). В кінці композитор додав "Amen".

### Структура
Твір триває близько 35 хвилин. Складається з 7 частин:
- I. Introït et Kyrie (D minor)
- II. Offertoire (B minor)
- III. Sanctus (E flat major)
- IV. Pie Jesu (B flat major)
- V. Agnus Dei et Lux Aeterna (F major)
- VI. Libera me (D minor)
- VII. In Paradisum (D major)